# Campiña de Jaén
La Campiña de Jaén es una comarca de la provincia de Jaén. Su capital es Andújar.
Con una población de 61372 habitantes (según los datos del INE en 2024), es la cuarta comarca más poblada de la provincia. Tiene una superficie de 1.741,76 km², de los que más de la mitad pertenecen a Andújar, el municipio más extenso de la provincia. La comarca presenta una densidad de población de 35,69 hab/km².

## Geografía
La comarca está situada al noroeste de la provincia de Jaén (España). Limita con la provincia de Ciudad Real al norte, la provincia de Córdoba al oeste, la Comarca de Sierra Morena al este, y la Comarca Metropolitana de Jaén al sur. 
En la comarca se encuentra el Parque natural de la Sierra de Andújar, donde se ubica la popular Basílica de Nuestra Señora de la Cabeza. El río más importante que atraviesa la comarca es el Río Guadalquivir.
A menudo, la Campiña de Jaén y la Comarca Norte son tratadas como si de una sola entidad se tratasen, recibiendo el nombre de Campiña Norte de Jaén.

### Municipios
Tradicionalmente, se consideraba que esta comarca estaba compuesta por los municipios de Andújar, Arjona, Arjonilla, Cazalilla, Escañuela, Espeluy, Lahiguera, Lopera, Marmolejo, Mengíbar, Porcuna, Santiago de Calatrava y Villanueva de la Reina.
Desde el 27 de marzo de 2003, y de acuerdo con el catálogo elaborado por la Consejería de Turismo y Deporte de la Junta de Andalucía, se transfieren seis de estos dieciséis municipios a la Comarca Metropolitana de Jaén, estableciéndose que la comarca de la Campiña de Jaén estará formada por los siguientes municipios:
| Escudo                 | Municipio              | Superficie (km2) | Población (2024) | Densidad (hab./km2) | Ayuntamiento (2023) |
| ---------------------- | ---------------------- | ---------------- | ---------------- | ------------------- | ------------------- |
| Andújar                | Andújar                | 964,33           | 35 619           | 36,94               | PP                  |
| Marmolejo              | Marmolejo              | 178,07           | 6 50             | 36,54               | PSOE                |
| Arjona                 | Arjona                 | 158,45           | 5 376            | 33,93               | PSOE                |
| Lahiguera              | Lopera                 | 67,90            | 3 539            | 52,12               | PSOE                |
| Arjonilla              | Arjonilla              | 42.53            | 3 53             | 83,02               | Cs                  |
| Villanueva de la Reina | Villanueva de la Reina | 209.12           | 2 948            | 14,1                | PSOE                |
| Lahiguera              | Lahiguera              | 44.71            | 1 588            | 35,52               | IU                  |
| Escañuela              | Escañuela              | 13.9             | 902              | 64,89               | PSOE                |
| Cazalilla              | Cazalilla              | 46,59            | 771              | 16,55               | PSOE                |
| Espeluy                | Espeluy                | 25.63            | 591              | 23,06               | UCIN                |
|                        | Total                  | 1 751,23         | 61 372           | 35,05               |                     |

## Patrimonio Histórico Andaluz
- Ver catálogo